# Douro, Faina Fluvial
Douro, Faina Fluvial é uma curta-metragem documental muda de 1931, realizada por Manoel de Oliveira. A primeira obra cinematográfica de Oliveira, o filme retrata a a zona ribeirinha do Porto, bem como a indústria e trabalhadores dedicados à faina do Douro. O filme é influenciado pela estética vanguardista do documentário soviético, praticada por Dziga Vertov, que Oliveira aqui adopta não como ditames ideológicos mas ao gosto pessoal, o que confere originalidade à obra.

## Sinopse
As atividades que se desenrolam quotidianamente ao longo da margem direita do rio Douro, aquando da sua passagem pela cidade do Porto: a circulação, a carga e descarga dos barcos, o rio e a sua ambiência, a ponte, os bairros onde vive a população trabalhadora, que retira o seu alimento da labuta fluvial. A azáfama da zona ribeirinha da cidade do Porto é ilustrada tendo o rio como personagem central, como pano de fundo. Homens, mulheres e crianças, gente humilde, agitam-se no confronto com ele, convergindo num só rosto. O retrato dentro de retrato dá-nos a ver o lugar no tempo e o seu ambiente humano. Havendo o Douro como fundo, surge o encantamento.

## Equipa e dados técnicos
- Realização, argumento, sequência, montagem e produção: Manoel de Oliveira[6]
- Fotografia: António Mendes
- Cópia: 35mm, preto e branco

## Produção

### Desenvolvimento
Por altura do seu vigésimo primeiro aniversário, o pai de Manoel de Oliveira ofereceu-lhe uma máquina de filmar, tendo noção do fascínio do filho por cinema. Ficou radiante, mas pouco sabia daquilo. de Oliveira assume que a ideia de fazer um filme sobre o Porto, depois de ver a obra de cinema expressionista Berlim, Sinfonia de uma Cidade (de Walther Ruttman). O realizador apreciava e sentia-se capaz perante a proposta de filmar sobre a faina do Douro e o meio ribeirinho, um meio em que se vê trabalhar gente humilde cheia de vida.
No início da década de 1930, o próprio de Oliveira lia muito sobre cinema, e estava já relativamente amadurecido ao que na época se chamava "arte muda". Embora Hollywood já tivesse anunciado a chegada do cinema sonoro em 1927, a indústria cinematográfica portuguesa permaneceu subdesenvolvida e continuou a produzir filmes mudos no início dos anos 1930.

### Rodagem

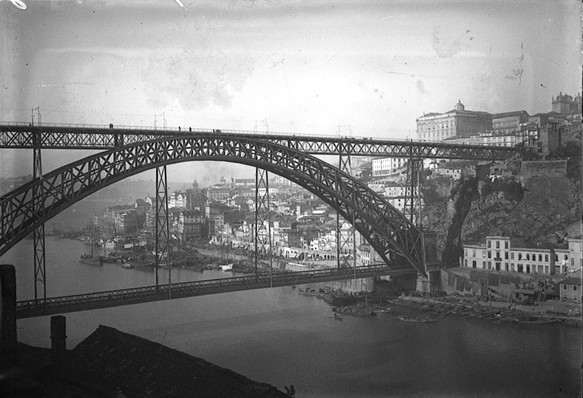
A rodagem do filme decorreu na zona ribeirinha do Porto.

Para Douro, Faina Fluvial, de Oliveira pediu a colaboração de António Mendes, seu amigo e fotógrafo amador. Ambos demoraram aproximadamente dois anos na recolha de imagens, uma vez que filmavam apenas nos seus tempos livres durante os fins-de-semana. Usam uma máquina de filmar de 35 mm e filmam sem som, com possibilidade de rodar apenas planos de curta duração. A vontade de Oliveira de reproduzir as as influências do expressionismo Alemão, bem como os saberes da montagem soviética de Vertov, levam-no a concentrar-se na zona ribeirinha da cidade do Porto, de forma a construir essa sinfonia urbana. Procura filmar toda a actividade que se desenvolve diariamente na margem do Douro: o cais da Ribeira, a circulação, o carregamento e descarregamento de barcos, o rio, as pessoas, a Ponte de D. Luís e os bairros circundantes (com destaque para o Barrio do Barredo), bem como o Farol da Foz do Douro e as Escadas do Codeçal. Após a rodagem, é em cima da mesa de bilhar que o pai de Oliveira tinha em casa que o realizador monta o filme: a palmo, à tesoura, calculando e colando bocados de fita solta.

### Versões

#### Primeira versão (1931)
Douro, Faina Fluvial, enquanto filme mudo, é apresentado sem qualquer tipo de banda sonora. A curta-metragem documental teve uma receção controversa.

#### Segunda versão (1934)
A exibição pública da obra ocorre três anos depois, em agosto de 1934, tanto em Lisboa (no Teatro Tivoli) como no Porto (S. João), complementando a apresentação do filme de António Lopes Ribeiro, o  "Gado Bravo". Para esta segunda versão, foi composta uma banda sonora mais avant-garde especificamente para a obra cinematográfica, por Luís de Freitas Branco, compositor aconselhado por Lopes Ribeiro a Manoel de Oliveira.

#### Terceira versão (1996)
Em 1994, Manoel de Oliveira reviu a versão original de 1931, procurando manter o formato original dos enquadramentos, que a versão de 1934 não respeitava. Apresentada como "Douro, Faina Fluvial 2" a curta-metragem teria a duração de 18 minutos. Na Cinemateca Portuguesa, a 18 de junho de 1996, estrearia esta readaptação do filme, juntamente com uma nova banda sonora, desta vez "Litaines du Feu et de la Mer", de Emmanuel Nunes, tocada em piano por Alice Ader. Tal obra composta entre 1969 e 1971, não havia sido inicialmente concebida para o documentário, ao contrário do sucedido no caso da colaboração com Luís de Freitas Branco.

## Temas e estilo
O realizador mostra um grande à vontade no domínio da linguagem cinematográfica com o recurso a um jogo dialético de planos fixos, panorâmicas, travellings picados e contra picados. Oliveira procura assim uma estética sofisticada e rigorosa que vai muito mais além da pontual observação da realidade social, experimentando uma ou outra forma de apresentar o real. A estrutura de Douro, Faina Fluvial deve muito a um cinema de vanguarda, como era o de Jean Vigo, Walter Ruttman, que teve bastante influência sobre Oliveira, e pelas teorias de Dziga Vertov em torno do conceito de montagem musical da imagem. A curta-metragem criou um impacto entre a crítica da época, devido à sua veloz montagem e à beleza da sua fotografia. O realizador mostra um grande à vontade no domínio da linguagem cinematográfica com o recurso a um jogo dialético de planos fixos, panorâmicas, travellings picados e contra picados.
Manoel de Oliveira, a partir das atividades que se desenrolam na margem direita do rio Douro, ao passar pelo Porto, faz com que o ritmo de ação convirja com um valor estético numa narrativa sobre incidências pré-ficionais. O realizador ilustra com o filme um dia de vida de laboriosos cidadãos da cidade, desde manhã até ao final da noite, nos últimos anos da década de 1920. Retrata o fascínio pelo esplendor do Douro, do rio e das suas gentes de uma cidade sedutora. É o enquadramento sugerido a cada passo, o instantâneo. José Régio sintetiza o sujeito do documentário do seguinte modo: "A moderna poesia do ferro e do aço, o encanto da natureza através dos seus vários aspectos e nuances, a tonalidade das horas, a alegria e a miséria do homem sócio do animal na luta pelo pão de cada dia, – tudo, ao longo dum dia de atividade na margem do Douro, nos é dado com verdadeira grandeza."  Manoel de Oliveira voltará a este género de preocupações – invertendo a perspetiva no retrato e no discurso fílmico – com o registo da palavra e com a encenação. Técnicas que teve de usar para filmar Cristo no Acto da Primavera (1963).

## Enquadramento histórico
Pelas citações que faz de outros autores Douro, Faina Fluvial demonstra que o melhor cinema estrangeiro era do perfeito conhecimento do seu autor. Os grandes filmes internacionais passavam nas salas do Porto e havia revistas especializadas (como o O Porto Cinematográfico, fundado em 1919 por Alberto Armando, e a Invicta Cine, publicada regularmente até 1936), que iam ao encontro de um gosto cinéfilo cada vez mais alargado. A Invicta Cine envolveu-se na polémica que envolveu o advento do som assumindo um papel pioneiro em sua defesa. Foi devido ao entusiasmo de alguns dos seus responsáveis que se criou no Porto a primeira associação cinematográfica, embrião do futuro movimento cineclubista. Essa Associação dos Amigos do Cinema, fundada em 1924, apesar de relativamente limitada na acção que desenvolveu, propunha-se “defender o cinema nacional, moralizar o cinema por meio da palavra escrita ou falada, fomentar o entusiasmo pela Arte do Silêncio e produzir películas logo que a situação financeira o permitisse”.
A curta-metragem documental de Manoel de Oliveira surge, assim, associada com o cinema de velocidade de imagem, as "Sinfonias das cidades", obras do cinema de vanguarda, que durante a década de 1920 viriam a ter uma papel preponderante na afirmação do cinema como arte autónoma e a definir os parâmetros do género documental. Douro, Faina Fluvial é produzido no epílogo de obras como Manhatta (Paul Strand e Charles Sheeler, 1921), Berlim, Sinfonia de uma Capital (Walther Ruttmann, 1927), O Homem da câmara de filmar (Dziga Vertov, 1929), A Propos de Nice (Jean Vigo, 1929/1930), assim como A Ponte (Joris Ivens, 1928).
Após a rodagem e montagem do filme, de Oliveira envia-o para o V Congresso Internacional da Crítica, onde é aceite. Decorrido em Lisboa, a obra estreia a setembro de 1931, onde abalaria os fundamentos e o futuro do cinema português. As autoridades portuguesas protestaram contra a exibição e Oliveira é acusado de dar a ver a estrangeiros condições de trabalho tão severas. Ainda assim, alguns dos estrangeiros que assistem à projeção, como  o crítico do jornal Temps, Émile Vuillermoz, gostam e começam a falar dele no estrangeiro.
No seu documentário de 2001, Porto da Minha Infância, Oliveira revisita Douro, Faina Fluvial, comentando alguns excertos. Também no documentário de 2007, 15ª Pedra, de Rita Azevedo Gomes, uma das cenas do filme é extensamente debatida.

## Distribuição
A projeção da versão original, muda, de Douro, Faina Fluvial decorreu a 19 de setembro de 1931, no Salão Foz, em Lisboa, a propósito do V Congresso Internacional da Crítica Cinematográfica. A distribuição comercial do filme em Portugal viria a decorrer três anos depois. A 8 de agosto de 1934, já em versão sonora, o documentário estreou-se no Cinema Tivoli (Lisboa) e no Teatro de São João (Porto), em complemento da longa-metragem Gado Bravo, de António Lopes Ribeiro. A primeira apresentação em Portugal da "versão 2” produzida e realizada por Manoel de Oliveira, decorreu a 18 de junho de 1996, pela Cinemateca Portuguesa, a propósito do programa comemorativo do Centenário das Primeiras Sessões de Cinema em Portugal.
79 anos depois da estreia, a ZON Lusomundo relançou a obra nos cinemas nem cópia restaurada em alta-definição (formato 2K). A estreia decorreu a 7 de dezembro de 2010, acompanhada com exibição do filme Aniki-Bóbó, revelando-se um projecto-piloto para possível futura recolocação nos cinemas de outros títulos clássicos portugueses. A propósito desta restauração, as três versões de Douro, Faina Fluvial foram editadas pela empresa DVD Independente. Nesta edição, o subdirector da Cinemateca, José Manuel Costa, faz uma introdução a estas três versões e um depoimento que contextualiza a recepção do filme e a sua evolução histórica.

### Festivais
Para além do Congresso de estreia e a sessão de tributo "Cannes Classics" do Festival de Cannes, o filme fez parte, entre outros, da seleção dos seguintes Festivais internacionais de cinema:
- Venice Film Festival (Itália, setembro de 1976)
- CinEd@ys Film Week (República Checa, novembro de 2002)
- Vienna International Film Festival (Áustria, novembro de 2009)[25]
- FIDMarseille - Marseille International Film Festival (França, 2015)[1]

## Receção
Aquando a sua apresentação original no Congresso Internacional da Crítica Cinematográfica em Lisboa, 1931, a curta-metragem é mal recebida pelo público português na pateia. Nas palavras de Henrique Alves Costa: "Esta ante-estreia foi um escândalo. Perante a surpresa dos congressistas estrangeiros, os espetadores portugueses, na sua maioria, vaiaram ruidosamente o filme. O tema, o ritmo, a montagem rápida de algumas sequências, irritaram o público (em grande parte seleto e burro). A projeção foi sublinhada com constantes assobios e terminou com uma estrondosa pateada. Ao intervalo e, ainda, já terminado o espetáculo, muitos espectadores e alguns dos críticos portugueses ferviam de indignação: ‘um sem jeito aquelas imagens vertiginosas! uma vergonha mostrar a estrangeiros aquelas mulheres enfarruscadas, com carretos de carvão à cabeça, de pé descalço… aquelas nojentas vielas do Porto… aqueles prédios leprosos do Barrêdo.’"
Foram os elogios de críticos e artistas estrangeiros presentes, e de destacados intelectuais portugueses, como José Régio e Adolfo Casais Monteiro que não só lançaram o prestígio de Manoel de Oliveira além-fronteiras, como viabilizaram que Douro, Faina Fluvial viesse a ser reposto em sala em 1934. O dramaturgo italiano Luigi Pirandello, elogiou o olho e o sentido rítmico de Oliveira. Em concordância, Richard Penã (Journal of the University Film & Video Assoc, Verão de 83) escreve "Douro é uma estreia notavelmente bem-sucedida, um estudo lírico cheio de composições visuais marcantes e um bom senso de ritmo". John Gillett (Sight & Sound) comenta que o filme é um retrato da pobreza e privação "desafiadoramente pouco romântico". O filme é particularmente celebrado pela montagem de Oliveira que, nas palavras de Simon Rothöhler, "traz um ritmo técnico ao quotidiano eletrizado de ação, viagem e vida, mas ao mesmo tempo deixa espaço para a digressão e a ociosidade (...). O sincronismo do rio, a teimosia dos bois, as rotinas de mercado dos peixeiros não são mero material gráfico para o filme inserir numa partitura abstrata predeterminada. Ambos críticos de cinema do Público, Luís Miguel Oliveira e Vasco Câmara atribuíram ao filme uma classificação máxima de 5 estrelas. De facto, desde a sua estreia, Douro, Faina Fluvial tem sido reconhecida enquanto uma obra-prima do cinema vanguardista, do cinema português em particular, e uma das mais importantes da filmografia de Manoel de Oliveira.